# Orvilliers-Saint-Julien

Orvilliers-Saint-Julien este o comună în departamentul Aube din nord-estul Franței. În 1 ianuarie 2022 avea o populație de 312 de locuitori.